# Christine Heatly
Christine Heatly –también conocida bajo su nombre de casada Christine Black– (16 de septiembre de 1954) es una deportista británica que compitió en bádminton para Escocia. Ganó una medalla de bronce en el Campeonato Europeo de Bádminton de 1980, en la prueba de dobles mixto.

## Palmarés internacional
| Representando a Escocia |                         |                   |              |
| Campeonato Europeo      |                         |                   |              |
| Año                     | Lugar                   | Medalla           | Prueba       |
| 1980                    | Groninga (Países Bajos) | Medalla de bronce | Dobles mixto |